# Florencia Bécquer
Erna Florencia Becker Beley, conocida cinematográficamente como Florencia Bécquer, fue una actriz argentina que desarrolló su carrera profesional en España y a partir de 1948 en México.

## Biografía
Nacida en la ciudad de Resistencia, Argentina, en 1910, hija de padre alemán (Max Becker) y madre española (Petra Fernández Ortega) vivió durante su juventud entre Argentina, Alemania y España, donde se instaló a los 15 años y donde realizó la mayor parte de sus películas con distintas acreditaciones (Florencia Bécquer, Erna Becker, Florencia Beley). Durante los años cuarenta se trasladó a México. Allí rodó su última película. Según dato no confirmado, falleció en Canadá en 1994, aunque sus restos reposan en México.

## Carrera cinematográfica
Debuta en 1925 con Corazón o la vida de una modista (Agustín Carrasco) que fue una película de éxito que llevó a esta actriz convertirse en una figura relevante por su capacidad interpretativa, lo que la llevó a participar en muchos otros filmes de cine mudo con directores como Benito Perojo en Malvaloca (1926), Armand Guerra (Luis Candelas, o el bandido de Madrid, 1926), o Florián Rey (La hermana San Sulpicio, 1927, junto a Imperio Argentina), aunque fue con Fernando Delgado con quien colaboraría en más ocasiones participando en películas como Viva Madrid que es mi pueblo (1928), El gordo de Navidad o 48 pesetas de taxi (1930) en la que también participaban Eduardo García Maroto, posteriormente director de cine, y José Isbert.
Tras la llegada del cine sonoro apenas intervino en ninguna película durante los años 30 y sólo a principios de los años cuarenta retomaría su actividad cinematográfica donde tuvo oportunidad de protagonizar el papel de Acacia en la versión sonora de La aldea maldita (1942) dirigida por Florián Rey, o de volver a actuar para Fernando Delgado en Fortunato (1942).
Su último rodaje lo realizaría en México con Miguel Morayta (Charro a la fuerza, 1948).